# Bitri

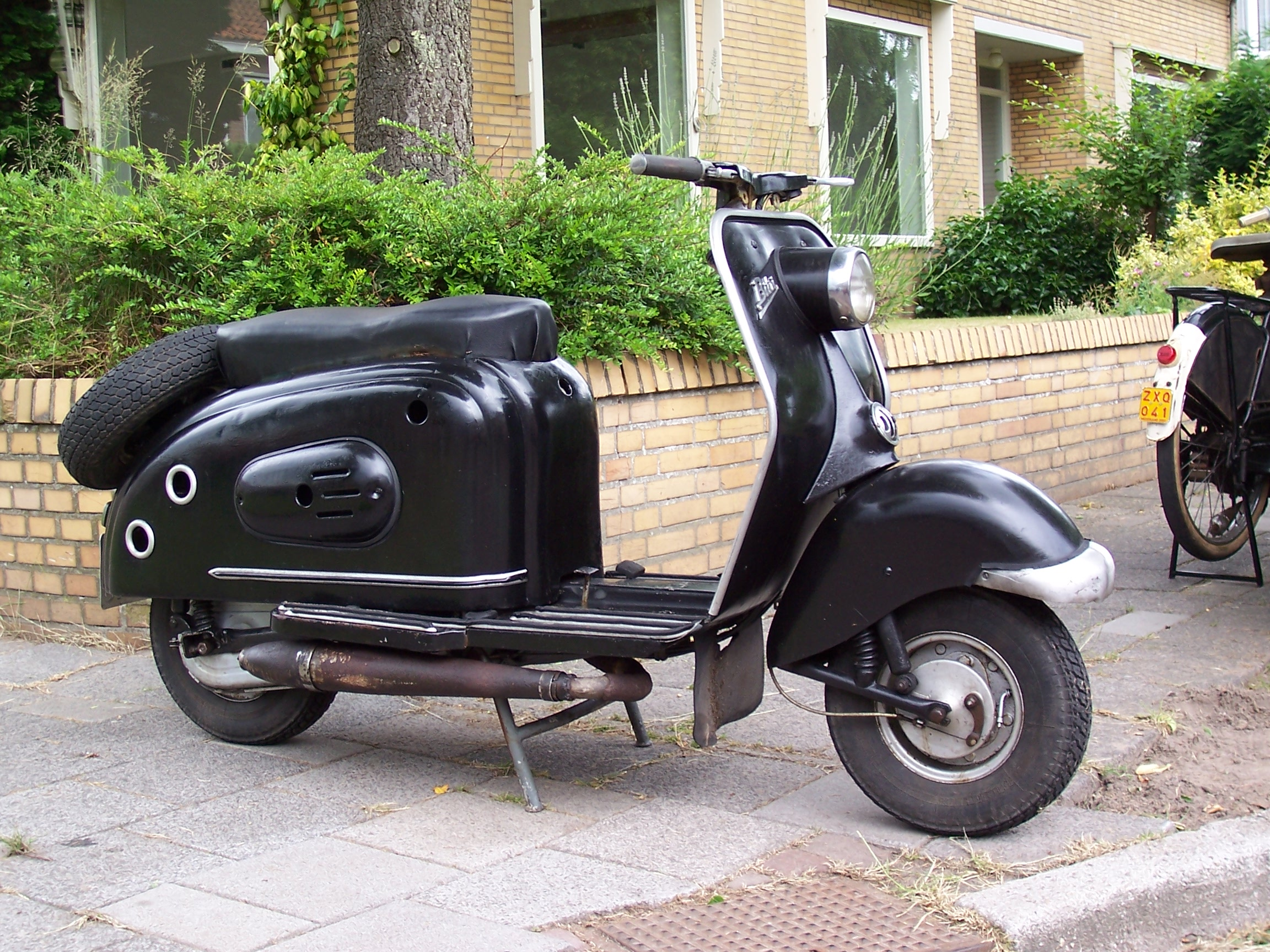
Bitriscooter

Bitri (BI-TRIumph) is een historisch Nederlands merk van scooters, gemaakt bij de Nederlandse Scooterfabriek N.V. te Dokkum (1955–1964).
Bitri ontstond in de jaren vijftig toen twee motorliefhebbers (Wim van der Gang en een Delftse student) een auto bouwden door twee Triumph-blokken (vandaar bi-Triumph) in één frame te bouwen. Voor dit volgens Corry van de Gang mooie mobiel was echter geen commerciële belangstelling. Uiteindelijk heeft dit geleid tot het ontwikkelen van een scooter met alweer de naam Bitri.
Bitri ging 150- en 200 cc scooters met ILO- en Rotaxblokjes bouwen.
Het hier afgebeelde model vertoond opvallend veel gelijkenissen met de Lambretta LD uit 1952.
Later is Wim van der Gang met zijn broer Jacob snoep- en sigarettenautomaten gaan bouwen. Het concept van deze automaten was buitengewoon interessant. Bitri zorgde ervoor dat de automaten altijd gevuld waren. De eigenaar van de zaak waar de automaat stond, kon bij een geldlade waarin een deel van het geld viel. Bitri had een eigen mechanische muntherkenner gebouwd die ook nog eens het geld over twee laden verdeelde. Toen in de jaren zeventig/tachtig er duidelijk minder werd gerookt, is het bedrijf gestopt met sigarettenautomaten.
De fabriek maakt op dit moment onder de naam Hiatus matrijzen door middel van hoogwaardige technieken. Het bedrijf is nu in handen van de zoons van de bedenker van de Bitriscooter (Wim van der Gang).